# Río Chapare

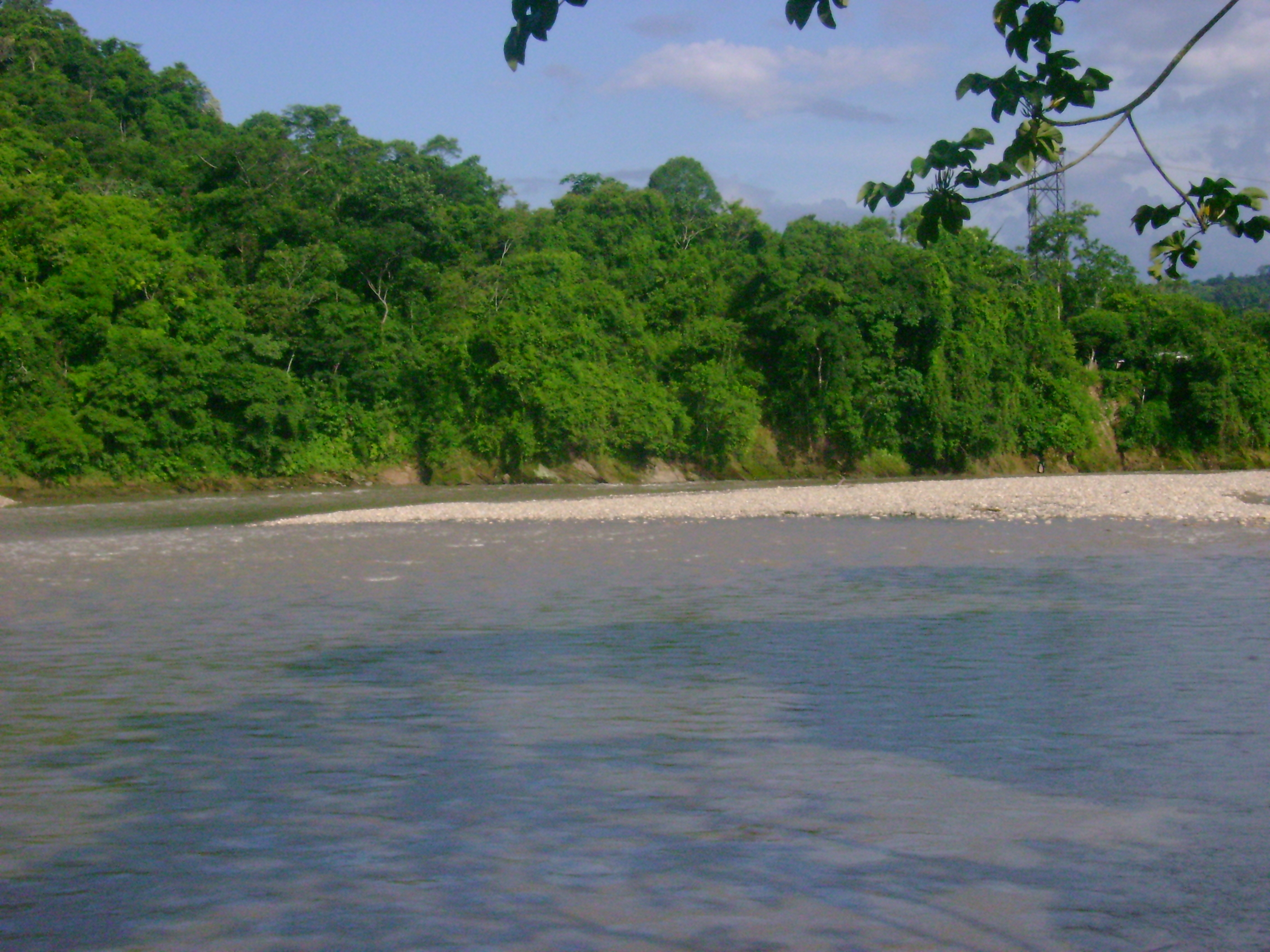
Vista del río Chapare cerca de Villa Tunari.

El río Chapare es un río amazónico boliviano que forma parte del curso alto del río Mamoré. El río discurre por el departamento de Cochabamba.

## Geografía
El río Chapare nace de la unión del río Espíritu Santo y del río San Mateo, en donde se encuentra en el municipio de Villa Tunari.
El río Chapare se encuentra en la región llamada Chapare, de la que deriva su nombre. Este río, al juntarse con el río Mamorecillo, da lugar nominalmente al gran río Mamoré, uno de los principales ríos de Bolivia y afluentes del río Madeira.